# چیورنایا (وسلیانا)
چیورنایا (انگلیسی: Chyornaya) یک رودخانه در سرزمین پرم کشور روسیه است.